# Пратичело (Ређо Емилија)
Пратичело (итал. Praticello) је насеље у Италији у округу Ређо Емилија, региону Емилија-Ромања.
Према процени из 2011. у насељу је живело 2704 становника. Насеље се налази на надморској висини од 36 м.